# Aprusia kataragama
Espèce
Aprusia kataragama est une espèce d'araignées aranéomorphes de la famille des Oonopidae.

## Distribution
Cette espèce est endémique du Sri Lanka.

## Description
Le mâle holotype mesure 1,58 mm et la femelle paratype 2,20 mm.

## Étymologie
Son nom d'espèce lui a été donné en référence au lieu de sa découverte, Kataragama (en), dans la province d'Uva.

## Publication originale
- Grismado, Deeleman & Baehr, 2011 : The goblin spider genus Aprusia Simon, 1893 (Araneae: Oonopidae). American Museum Novitates, no 3706, p. 1-21 (texte intégral).